# 德州參議院第五議案
德州參議院第五議案（英語：Texas Senate Bill 5）建立於2013年6月11日，是德克薩斯州第八十三屆立法會議正在討論的一項議案。

## 議案內容
德州參議院第五議案將提出一系列措施，將就德克薩斯州現行的墮胎法案的條款進行增加和更新。其中最重要的條款包括：將禁止墮胎的時限從妊娠24周縮短為妊娠20周；将全州的47间堕胎所减为5间，并全都位于德州东部，且要求從事墮胎手術的醫生僅能在他所屬的醫院內實施墮胎手術；所有從事墮胎手術的診所的手術室必須達到符合所有手術的醫療標準。此外，該議案還要求婦女在服用墮胎藥（例如：美服培酮）時必須接受監督。

## 表决歷史

### 第一次特別會議
2013年5月25日，參議員溫迪·戴維思女士為阻擾該議案而採取了冗長辯論的措施。直到當日午夜，由於特別會議時間已經結束，因此該議案的投票階段已流產。經過十小時的冗長辯論之後，副州長大衛·杜赫斯特裁定戴維思在談論超聲波檢查法案時偏離主題，要求全體議員就冗長辯論是否能繼續進行而投票。儘管共和黨方面努力想通過該議案，但是在參議員萊蒂西亞·范·德·普特女士和其他參議員的質詢下，投票過程再度中斷。直到午夜時刻的到來，在本屆特別會議結束前，該議案並沒有獲得通過。截止日期后，共和黨宣佈在截止日期前已經投票并以“19比11”的結果通過了該議案；但是民主黨人卻宣稱該投票發生在截止日期后，因此是無效的。副州長杜赫斯特後來承認該議案並未在規定時間內投票而導致流產。

#### 時間戳問題
在德州參議院第五議案被以為通過之後，有關該法案的通過歷史被記錄在官方網頁上，顯示該法案在2013年6月26日獲得通過。但是隨後，這個頁面被撤下。而在新更新的頁面上，法案的通過時間被修改為6月25日。根據德克薩斯州刑法第37.10節的規定，對政府記錄文件作出虛假改變是違法行為。根據德克薩斯州立法參考圖書館所述，德克薩斯立法在線（Texas Legislature Online）系統“並不是一個官方的記錄機構，（德克薩斯州立法參考圖書館成員）進入德克薩斯立法在線工作僅僅是基於公共服務，而這一切和德州眾議院及參議院無關。”公共誠信局在接到投訴后著手調查該事件。

### 第二次特別會議
6月26日，德州州長裡克·佩裡將這項議案添加成為一個三項議案并提請召開第二次特別會議進行討論。佩裡認為這樣做是因為“日益崩壞的禮儀和體統，德州的人民選舉我們來阻止這樣的事情擴大化。”
隨著第二次特別會議的召開，支持者和反對者都召集了大量民眾聚集在德州立法大廈周圍。他們站在他們所支持的一邊，身穿藍色或橙色的T恤。
2013年7月10日，德州眾議院以“96比49”的投票結果通過了該議案。德州參議院以“19比11”的投票結果通過了該議案。德州州長裡克·佩裡7月18日其後簽署成為法律。

## 公眾評論
對此議案持支持和反對意見的機構和個人在Twitter及德州論壇上分享各自的觀點并獲取最新的訊息，幾個與本議案相關的主題標籤（hashtags）也變得熱門起來。由於對這場會議的直播和討論，使得整場辯論不僅在全美引起討論，甚至還引發了國際上的關注。

### 爭議
反對者認為，如果迫使墮胎診所將其手術室標準提高到與醫院一個水平，勢必將導致大量診所的關閉，這將使得本州的女性無法尋求到診所的幫助。但是支持者卻認為，該議案旨在保護孕婦和未出生嬰兒的健康和安全。

## 外部連結
- 議案第一次會議投票結果 （页面存档备份，存于）（英文）
- 議案第二次會議投票結果 （页面存档备份，存于）（英文）